# Чута (Бузеу)
Чута (рум. Ciuta) — село у повіті Бузеу в Румунії. Входить до складу комуни Мегура.
Село розташоване на відстані 97 км на північ від Бухареста, 26 км на північний захід від Бузеу, 119 км на захід від Галаца, 83 км на південний схід від Брашова.

## Населення
За даними перепису населення 2002 року у селі проживали 837 осіб. Усі жителі села рідною мовою назвали румунську.
Національний склад населення села:
| Національність | Кількість осіб | Відсоток |
| -------------- | -------------- | -------- |
| румуни         | 819            | 97,8%    |
| цигани         | 18             | 2,2%     |